# Spintharidius
Spintharidius es un género de arañas araneomorfas de la familia Araneidae. Se encuentra en  Sudamérica y las Antillas.

## Lista de especies
Según The World Spider Catalog 12.0:
- Spintharidius rhomboidalis Simon, 1893
- Spintharidius viridis Franganillo, 1926